# (74422) 1999 AP28
(74422) 1999 AP28 – planetoida z pasa głównego asteroid okrążająca Słońce w ciągu 5,69 lat w średniej odległości 3,18 j.a. Odkryta 13 stycznia 1999 roku.